# Liste der Bodendenkmale im Landkreis Heidekreis

Heidekreis in Niedersachsen

In der Liste der Bodendenkmale im Landkreis Heidekreis sind die Bodendenkmale im Landkreis Heidekreis aufgelistet. Die Quelle ist der Denkmalatlas Niedersachsen. Die Angaben in den einzelnen Listen ersetzen nicht die rechtsverbindliche Auskunft der zuständigen Denkmalschutzbehörde.

## Übersicht
| Bild | Gemeinde                    | Bodendenkmalliste                                           | Wappen | Lage | Ortsteile |
| ---- | --------------------------- | ----------------------------------------------------------- | ------ | ---- | --- |
|      | Samtgemeinde Ahlden         | siehe Ortsteile                                             |        |      | - Ahlden - Eickeloh - Grethem - Hademstorf - Hodenhagen |
|      | Bad Fallingbostel           | Liste der Bodendenkmale in Bad Fallingbostel                |        |      | - Dorfmark - Fallingbostel - Jettebruch - Mengebostel - Vierde |
|      | Bispingen                   | Liste der Bodendenkmale in Bispingen                        |        |      | - Behringen - Bispingen - Borstel in der Kuhle - Haverbeck - Hörpel - Hützel - Steinbeck/Luhe - Volkwardingen - Wilsede                                                                                |
|      | Munster                     | Liste der Bodendenkmale in Munster                          |        |      | - Alvern - Breloh - Ilster - Lopau - Munster - Oerrel - Töpingen - Trauen |
|      | Neuenkirchen                | Liste der Bodendenkmale in Neuenkirchen (Lüneburger Heide)  |        |      | - Behningen - Brochdorf - Delmsen - Gilmerdingen - Grauen - Ilhorn - Neuenkirchen - Schwalingen - Sprengel - Tewel                                                                                     |
|      | Osterheide                  | Liste der Bodendenkmale im gemeindefreien Gebiet Osterheide |        |      | - Becklinger Holz - Fuhrhop - Hartem - Krelingen-Osterheide - Oberhode - Oerbke - Obereinzingen - Oberndorfmark - Untereinzingen - Wense                                                               |
|      | Samtgemeinde Rethem (Aller) | siehe Ortsteile                                             |        |      | - Altenwahlingen - Bierde - Böhme - Frankenfeld - Groß Häuslingen - Klein Häuslingen - Rethem (Aller) - Stöcken                                                                                        |
|      | Samtgemeinde Schwarmstedt   | siehe Ortsteile                                             |        |      | - Buchholz (Aller) - Essel - Gilten - Lindwedel - Schwarmstedt |
|      | Schneverdingen              | Liste der Bodendenkmale in Schneverdingen                   |        |      | - Ehrhorn - Großenwede - Heber - Insel - Langeloh - Lünzen - Schneverdingen - Schülern - Wesseloh - Wintermoor an der Chaussee - Wintermoor-Geversdorf - Zahrensen                                     |
|      | Soltau                      | Liste der Bodendenkmale in Soltau                           |        |      | - Ahlften - Brock - Deimern - Dittmern - Harber - Hötzingen - Leitzingen - Marbostel bei Soltau - Meinern - Middelstendorf - Moide - Oeningen - Soltau - Tetendorf - Wiedingen - Woltem - Wolterdingen |
|      | Walsrode                    | Liste der Bodendenkmale in Walsrode, Ortsteile A–J          |        |      | - Ahrsen - Altenboitzen - Benefeld - Benzen - Bockhorn - Bomlitz - Bommelsen - Borg - Düshorn - Ebbingen - Fulde - Groß Eilstorf - Hamwiede - Hollige - Honerdingen - Idsingen - Jarlingen             |
|      | Walsrode                    | Liste der Bodendenkmale in Walsrode, Ortsteile K–W          |        |      | - Kirchboitzen - Klein Eilstorf - Krelingen - Kroge - Nordkampen - Schneeheide - Sieverdingen - Stellichte - Südkampen - Uetzingen - Vethem - Walsrode - Westenholz                                    |
|      | Wietzendorf                 | Liste der Bodendenkmale in Wietzendorf                      |        |      | - Bockel - Marbostel bei Wietzendorf - Meinholz - Reddingen - Suroide - Wietzendorf |

Ortsteile in schwarzer Schrift weisen keine Bodendenkmale aus.